# Гумберт VII Туарский
Гумберт VII де Туар-Виллар (Humbert VII de Thoire-Villars; ум. 1400 (после 10 марта)) — граф Женевы с 1394 года.

Графство Женева на карте Верхней Бургундии

Сын Гумберта VI де Туар-Виллара и его жены Марии Женевской.
После смерти отца унаследовал его синьории Туар, Виллар, Ривери, Россильон и Трево.
Был женат на Луизе де Пуатье, дочери Луи де Пуатье, графа Валентинуа (1389). Детей не было.
Дядя Гумберта де Туар (по матери) граф Женевы Петр III в завещании, составленном 24 марта 1392 года, назначил его своим наследником. После смерти Петра III это решение оспорил антипапа Климент VII — Роберт Женевский, приходившийся умершему родным братом. Он принял титул графа Женевы, однако сам тоже написал завещание в пользу Гумберта, и вскоре умер — 16 сентября 1394 года.
Женевское графство попытался захватить Амадей VIII Савойский, но в тот раз это ему не удалось.
В 1400 году Гумберт умер, не оставив потомства. Его владения унаследовал двоюродный дядя по отцу — Одон де Виллар (1354-1414). Он продал Женевское графство Амадею Савойскому (05.08.1401).